# Billy Talent II
Billy Talent II — второй студийный альбом группы Billy Talent, вышедший в 2006 году. В первую неделю после выхода завладел первым местом в канадских и немецких музыкальных чартах. В США альбом был менее успешен и занял лишь 134-е место в чарте Billboard 200.

## Об альбоме
Начиная с осени 2005 года, члены группы публиковали песни с нового альбома. В сети появилось демо песни «Red Flag», хотя она уже стала саундтреком «Burnout Revenge», «Burnout Legends», «SSX on Tour», «NHL'06».
Первым синглом была «Devil in a Midnight Mass». Демо было опубликовано в Рождество 2005 года, а полный сингл — 10 апреля 2006 года. Вторым синглом стала «Red Flag», клип на которую был снят в Лос-Анджелесе.
Песню «Surrender» можно было загрузить в День святого Валентина.
Клип на третий сингл «Fallen Leaves» был снят в первых числах ноября 2006 года в Лос-Анджелесе. Он впервые появился в эфире телепрограммы «MuchOnDemand» 27 ноября.
Видеоклип на «Surrender» появился 2 апреля 2007 года.
Альбом получил Juno Award как лучший рок-альбом года.

## Список композиций
1. «Devil in a Midnight Mass» — 2:52
2. «Red Flag» — 3:16
3. «This Suffering» — 3:57
4. «Worker Bees» — 3:44
5. «Pins and Needles» — 3:11
6. «Fallen Leaves» — 3:19
7. «Where Is the Line?» — 3:49
8. «Covered in Cowardice» — 4:12
9. «Surrender» — 4:06
10. «The Navy Song» — 4:31
11. «Perfect World» — 3:06
12. «Sympathy» — 3:18
13. «Burn the Evidence» — 3:40
14. «Beach balls» — 3:38
15. «When I Was A LIttle Girl» — 2:11
16. «Ever Fallen In Love? (With Someone You Shouldn’t’ve)» — 2:45

## Над альбомом работали
- Бенджамин Ковалевич — вокал
- Джонатан Гэллант — бас-гитара/вокал
- Иэн Ди’Сэй — гитара/вокал
- Аарон Соловонюк — ударные